# Kovending og stagvending
En kovending er en vending med en sejlbåd, hvor man drejer bådens forstavn væk fra vindens retning, så man på et tidspunkt har vinden ind lige bagfra. Sejler man med sejl, hvis ene side er fastgjort til eller tæt på masten slår sejlet pludseligt over, og det kaldes at 'bomme'.
Ved en stagvending vender man ved at dreje bådens forstavn op mod vindens retning, så man på et tidspunkt peger direkte op mod vinden, og fortsætter derpå drejningen, indtil vinden kommer tilstrækkeligt meget ind fra den modsatte side til, at man igen kan få en god fremdrift. Det kaldes 'at gå over stag'.
En sejlbåd kan ikke sejle direkte op mod vinden. I stedet sejler man en zigzag kurs på 'bidevind', hvor man skiftevis har vinden ind fra styrbord (højre) og bagbord (venstre) side. Zigzag-kursmønsteret kaldes at 'krydse'. At sejle 'bidevind' betyder, at man sejler en kurs så tæt op mod vinden som muligt uden at miste for meget fart.
Når man skal skifte fra at have vinden ind fra styrbord til bagbord side eller omvendt, er der to muligheder: Stagvending og kovending.
I en moderne sejlbåd bruger man praktisk taget altid stagvending, fordi det er hurtigere og kræver mindre plads. Desuden slipper man for den ubehagelige og – i værste fald farlige – bomning.
I en sejlbåd med råsejl, fx et vikingeskib, må man ofte bruge kovending, især i hårdt vejr, da skibet kan gå helt i stå under en stagvending, når man skifter sejlet fra den ene til den anden side. Går skibet i stå kan det ikke styres med roret. Det kan derfor ikke gennemføre vendingen kontrollabelt, men falder ofte tilbage til den gamle kurs. I moderat vind kan en dygtig besætning dog godt stagvende et vikingeskib, og jo tungere skibet er, jo lettere er det.

## Oprindelse
Ordet kovending kommer formentlig oprindelig af, at køer godt kan lide at stå med halen mod vinden[kilde mangler], og ved en kovending vender båden på et tidspunkt bagenden mod vinden. (En kilde angive, at køer står med hovedet mod nord) 
Det kan også - som mange andre danske ord - stamme fra tysk, hvor det kan skrives på to måder, 'Kuh-Wende' og 'Q-Wende', hvilket antyder, det også kan komme fra formen på bogstavet 'Q', som ligner den lille cirkel, en båd laver ved kovending.
En kilde angiver at oprindelsen blot skulle bestå i at man laver en klodset vending som en ko.

## Anden betydning
I nyere sprogbrug har "kovending" også fået en anden betydning, nemlig at "skifte standpunkt" uventet.

## Eksterne referencer
1. ↑  Teknologiens Mediehus: "Køer græsser med hovedet mod nord" https://ing.dk/artikel/koer-graesser-med-hovedet-mod-nord-90530 og https://www.pnas.org/doi/abs/10.1073/pnas.0803650105
2. ↑  Politikens Etymologisk Ordbog (2000)